# Władimir Uruczew
Władimir Uruczew, bułg. Владимир Уручев (ur. 1 października 1954 w Bukowie) – bułgarski inżynier i polityk, deputowany do Parlamentu Europejskiego VI, VII i VIII kadencji.

## Życiorys
W 1981 uzyskał magisterium z zakresu inżynierii jądrowej w Instytucie Energetycznym w Moskwie. Od 1994 pracował w elektrowni atomowej w Kozłoduju, m.in. jako kierownik działu wsparcia technologicznego, działu eksploatacji bloków oraz główny inżynier bloków. W latach 2001–2003 kontynuował studia z dziedziny organizacji i zarządzania. Został członkiem komitetu sterującego ENISS (European Nuclear Installations Safety Standards) i FORATOM.
W wyborach w 2007 z powodzeniem ubiegał się o mandat deputowanego do Parlamentu Europejskiego z listy partii GERB. W wyborach w 2009 i 2014 uzyskiwał reelekcję na kolejne kadencje.